# مارک بریکجت

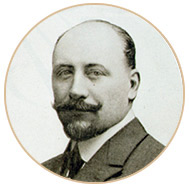
مارک بریکجت

مارک بریکجت (انگلیسی: Marc Birkigt متولد ۸ مارس ۱۸۷۸ درژنو سویس و درگذشته ۱۵ مارس ۱۹۵۳ در ورسوآ ژه او) مهندس هوانوردی است.
او بعدها از سوئیس به شهر بارسلونا در اسپانیا نقل مکان کرد و در امیلیو دلا کودرا استخدام شد. او بنیانگذار و سازنده اتومبیل‌های بسیار لوکس هیسپانو سویزا اچ۶ است.